# Salvatore Sciarrino
Salvatore Sciarrino (Palermo, Sicília, 4 de abril de 1947) é um compositor italiano contemporâneo.